# 王妙鳳
王妙鳳（？年—？年），吳縣（今江蘇省蘇州市）人。吳奎之妻。

## 生平
王妙鳳的婆母有縱慾放蕩的行為。正統年間，吳奎在外經商，婆婆和她的姘頭在房間飲酒作樂，姦夫意圖不軌打算奸污王妙鳳，於是命王妙鳳取酒，王妙鳳不聽從，不願拿酒。再三催促下，王妙鳳不得已進入房間，姦夫戲摸王妙鳳的手臂，王妙鳳氣憤之下，拿刀砍被摸到的手臂，第一次沒砍到，再砍一次而砍斷。王妙鳳的父母知道後打算報官，王妙鳳說：「我死就死吧，哪有人會控告自己的婆婆呢？」十天後王妙鳳就去世了。

## 延伸阅读
[在维基数据编辑]
 《明史卷三百〇一》，出自《明史》